# Boulevard Latrille
Le boulevard Latrille est une voie d'Abidjan en Côte d'Ivoire.

## Situation et accès
Il part du boulevard Hassan-II, près de l'hôtel Ivoire pour se diriger vers le Nord dans la direction d'Abobo. 

## Origine du nom
Elle rend honneur à André Latrille,.

## Historique
La partie Sud a été rebaptisée Boulevard des Martyrs[réf. souhaitée].
Au nord, il est en 2020 appelé à être prolongé jusqu'au quartiers Angré et Château,.

## Bâtiments remarquables et lieux de mémoire
- Lycée classique d'Abidjan.
- Mairie de Cocody.
- Église Saint-Jean de Cocody.